# 科梅舒瓦哈市镇
科梅舒瓦哈镇级市镇（烏克蘭語：Комишуваська селищна громада），是乌克兰扎波羅熱州扎波羅熱區的一个市镇，行政中心为科梅舒瓦哈。市镇面积为531.0平方公里，人口数量为12,514人（2020年）。

## 居民点
该市镇包括一个镇（科梅舒瓦哈）、25个村庄和4个乡村居民点。
村庄列表：
- 布拉基特内
- 韋塞萊
- 维利内
- 赫里霍里夫斯凯
- 德鲁日内
- 杜德尼科韋
- 若夫塔克魯恰
- 若夫滕凱
- 扎帕斯内
- 庫曉韋
- 馬赫達利尼夫卡
- 新博伊基夫斯凯
- 新伊萬尼夫卡
- 新米哈伊利夫卡
- 新羅濟夫卡
- 新特羅伊茨凱
- 新雅科夫利夫卡
- 奧達里夫卡
- 奧萊尼夫卡
- 斯拉夫內
- 塔拉西夫卡
- 特魯多柳比夫卡
- 特魯多奧萊尼夫卡
- 夏斯利韋
- 亞斯納波利亞納

部分乡村居民点：
- 扎里奇內